# Heterolepidoderma istrianum
Heterolepidoderma istrianum är en djurart som tillhör fylumet bukhårsdjur, och som beskrevs av Schrom 1972. Heterolepidoderma istrianum ingår i släktet Heterolepidoderma och familjen Chaetonotidae. Inga underarter finns listade i Catalogue of Life.